# 白樹子
白樹子，原寫為白樹仔，是臺灣高雄市橋頭區的一個傳統地域名稱，位於該區中部略偏西北。相較於今日行政區，其範圍大致包括白樹里、橋頭里西部中段、松德里不含北部邊界地帶及東北部邊界地帶、東林里東南部邊界地帶北側較小段及南側較大段、三德里北大半部、芋寮里東南部邊界地帶東段、新莊里西北部凸出部分的西北半部、甲北里北端、仕和里西北部邊界地帶。
本地區境內主要聚落為白樹仔、倒松仔、檨仔腳、六班長，設有橋頭國中、橋頭國小。

## 歷史
台灣日治初期，白樹子地區為一街庄，稱為「白樹仔庄」（舊制街庄），隸屬於仁壽下里。該庄昔日西北與五里林庄、林仔頭庄為鄰，東北邊及東南邊東段與橋仔頭庄為鄰，東南邊中至南段為仕隆庄，南邊為九甲圍庄，西南邊為頂鹽田庄。
1901年（日治明治三十四年）11月11日，全台廢縣廳改設二十廳，該庄隸屬於鳳山廳。1904年（明治三十七年）5月3日，該庄編入「仕隆區」，隸屬於鳳山廳。1909年（明治四十二年）10月25日，全台合併二十廳為十二廳，仕隆區改隸屬於臺南廳。1920年（大正九年）10月1日，全台地方制度大改正，廢十二廳改設五州二廳，該庄改制並雅化為「白樹子」大字，隸屬於高雄州高雄郡楠梓庄（新制街庄）。1924年（大正十三年）12月25日，高雄郡廢郡，楠梓庄改隸屬於岡山郡。1943年（昭和十八年）10月1日，楠梓庄廢庄，本地區改隸屬於岡山街。
戰後岡山街改制為岡山鎮，隸屬於高雄縣，大字亦改制為里。1947年（民國36年）6月1日，岡山鎮拆分出橋頭鄉，本地區改隸屬於橋頭鄉，里亦改制為村。1950年（民國39年）10月1日，高、屏分治，橋頭鄉仍隸屬於高雄縣。2010年（民國99年）12月25日，高雄縣、市合併為直轄高雄市，橋頭鄉改制為橋頭區，村再改制為里。

## 聚落
本地區發展較早的聚落為白樹仔、倒松仔、檨仔腳、六班長，在日治初期的官方地圖上已有記載。

## 交通
台鐵縱貫線是台灣西部南北向鐵路幹線，經過本地區東北部邊界外不遠處，並設有橋頭車站。該站屬三等站，僅停靠區間車；由此可前往台鐵沿線各站。
高雄捷運紅線是高雄捷運系統的南北向路線，經過本地區東北部邊界外不遠處，並設有橋頭火車站。由此可前往高雄捷運沿線各站。
省道台1線又稱「縱貫公路」，是台北至楓港的傳統平面幹道，經過本地區東北部邊界外緣。由該道路北行可前往岡山區、路竹區、湖內區、台南市仁德區等地，南行可前往橋頭區橋頭市區、楠梓區、仁武區西部、左營區東部等地。
區道高30線是梓官至橋頭的道路，經過本地區的檨仔腳聚落北側、白樹仔聚落。
區道高31線是白樹至新莊的道路，其北側端點（起點）位於本地區中部略偏西南的區道高30線路口，由此向南會會經過本地區的檨仔腳聚落。
區道高36線是芋寮至鳳山厝的道路，經過本地區的北部邊界地帶。
區道高36-1線是五甲林（應為五里林）至九甲圍的道路，經過本地區西南部的六班長聚落。
區道高36-2線是林仔頭至九甲圍的道路，其北側端點（起點）位於本地區北部區道高36線路口，由此向南轉西南會經過本地區的西南部。

## 學校
- 橋頭國中
- 橋頭國小

## 歷史事件
- 六班長清庄事件